# Ulrich Noethen
Ulrich Noethen (Munique, 18 de novembro de 1959) é um ator alemão que apareceu em vários filmes e telefilmes.
Ele estrelou em Comedian Harmonists. Também interpretou Heinrich Himmler em duas oportunidades, em Der Untergang e Mein Führer – Die wirklich wahrste Wahrheit über Adolf Hitler.
Noethen ganhou vários prêmios por sua atuação, incluindo o Prêmio de Cinema Alemão, o Bavarian Film Award e a Câmara de Ouro.